# Крезь (інструмент)
Крезь (з удмуртської мови — спів, наспів) — удмуртський народний струнний щипковий музичний інструмент, який нагадує гуслі та кантеле.
Крезь має корпус з ялинових дощечок у вигляді півкола довжиною біля основи до 83 см, з невеликими виступами на кінцях та виїмкою в середині. Має від 14 до 24–32–38 жильних струн, які натягнуті між фігурними дерев'яними струнотримачами та кілками. У деяких є внутрішні резонуючі струни, натягнуті всередині корпусу для покращення якості звуку.

Так слід тримати крезь

Характер звучання — світлий, чистий. При грі інструмент тримають на колінах півколом до себе, правою рукою грають мелодію, лівою — баси.
Крезь існував в Удмуртії як побутовий та культовий інструмент. Як побутовий звучав на весіллі, під час календарних свят (після офіційної частини, коли водили хороводи), пізніше повсякденно. Як культовий — звучав під час загальних молитов, ритуальних танців, молебних наспівів.
Гусляр (крезьчи) брав участь у виборі стражів Великого святилища, жерців та інших служителів язичного культу. Древня історія інструменту вивчена недосконало, археологічних знахідок не існує, але в той же час інструменти даного типу відомі також для багатьох фіно-угорських народів, оспівані у піснях, епосі, традиції їхнього використання в релігійній обрядності починаються від періоду древньоуральської язичного суспільства.

### Різновиди
- быдзым крезь — культовий крезь. За переказами виготовлявся з відміченого блискавкою дерева. Низка струн натягувались всередині корпусу, що посилювало його звуки. Був жрецьким інструментом. Виконавець брав участь в родинних моліннях, обрядах, культах. Має діатонічний лад, від 15 до 30 струн. За удмуртською міфологією ніс в собі магічні знаки, які посилювали його роль в обряді та визначали його значення в житті народу;
- пукыч крезь — побутовий інструмент для повсякденного грання. На відміну від культового відмічався активнішим функціюванням, не мав резонуючих струн;
- пыж крезь — був реконструйований за підставкою, знайденою в удмуртському городищі Іднакар в прошарку X століття. Мав 5 струн з варіантом бурдонної струни, що натягувались уздовж деки за допомогою дерев'яних кілків. Відігравав як культову, так і побутову роль. Форма нагадувала човен без нижньої деки (кришки). На крезі виконувались магічні наспіви, награвання та акомпанемент пісням і танцям. Грали сидячи, поклавши крезь на коліна з нахилом, граючи за допомогою пальців обох рук, защипуючи струни почергово або разом. На сьогодні виготовляється з нижньою декою, має металічні струни.